# سانت مينور (كورنوال)
سانت مينور (بالإنجليزية: St Minver)‏ هي قرية وأبرشية مدنية تقع في المملكة المتحدة في إنجلترا. يقدر عدد سكانها بـ 2,393 نسمة .